# Ladjedelnica
Ladjedelnica je gospodarski obrat, ki je namenjen gradnji in popravilu vodnih plovil, primarno ladij.
V bližini Slovenije so štiri velike ladjedelnice: 
- 3. maj na Reki (Rijeka), Hrvaška - gradi tovorne ladje (in Ladjedelnica Viktor Lenac)
- Ladjedelnica Uljanik v Pulju (Pula), Hrvaška - gradi tovorne ladje in ladijske motorje
- Fincantieri v Tržiču (Monfalcone), Italija - gradi potniške križarke
- Fincantieri v Benetkah (Marghera), Italija - gradi potniške križarke

- v Trstu ima podjetje Wärtsilä (Grandi Motori) tovarno za velike ladijske motorje.

Malo bolj odaljena je Splitska ladjedelnica Brodosplit, kot tudi Vela Luka na Korčuli.
Včasih je bila piranska ladjedelnica v Bernardinu pri Portorožu, ki so jo preselili v Izolo.